# Dan Ladi (Zinder)
Dan Ladi (auch: Danladi) ist ein Dorf im Arrondissement Zinder II der Stadt Zinder in Niger.

## Geographie
Das von einem traditionellen Ortsvorsteher (chef traditionnel) geleitete Dorf befindet sich nordöstlich des Stadtzentrums im ländlichen Gemeindegebiet von Zinder, der Hauptstadt der gleichnamigen Region Zinder. Zu den Nachbardörfern von Dan Ladi zählen Garin Malam Gona im Nordwesten, Bilmari im Nordosten und Garin Bardeï im Südwesten.
Dan Ladi liegt in einer halbmondförmigen Einbuchtung am Fuß eines Quarzit-Hügels. Wie im gesamten Gemeindegebiet von Zinder herrscht das Klima der Sahelzone vor, mit einer durchschnittlichen jährlichen Niederschlagsmenge zwischen 300 und 400 mm.

## Geschichte
Ende des 19. Jahrhunderts boten die Märkte von Dan Ladi und weiteren Dörfern in der Region dem in der Stadt Zinder ansässigen bedeutenden Händler Malan Yaroh jene Handwerksprodukte, Pelze, Tierhäute und Henna, die er für den Transsaharahandel benötigte. Malan Yaroh ließ Bauern und Handwerker aus Dan Ladi und anderen Dörfern auch direkt Waren für den Maghreb produzieren. Er versorgte sie mit Rohstoffen und erhielt daraus hergestellte Produkte wie verarbeitete Baumwolle, Korbwaren und Gerbereiprodukte.
Bei einer Untersuchung im Jahr 1990 wurde beim Befall mit der Saugwürmer-Art Schistosoma haematobium unter den 10- bis 13-Jährigen im Ort eine Prävalenz von vier Prozent festgestellt.

## Bevölkerung
Bei der Volkszählung 2012 hatte Dan Ladi 594 Einwohner, die in 77 Haushalten lebten. Bei der Volkszählung 2001 betrug die Einwohnerzahl 394 in 63 Haushalten und bei der Volkszählung 1988 belief sich die Einwohnerzahl auf 794 in 114 Haushalten.

## Wirtschaft und Infrastruktur
Es gibt eine Schule im Dorf. Anfang der 2010er Jahre wurde eine Getreidebank installiert.